# Макарий (митрополит Варшавский)
Митрополит Макарий (в миру Михаил Фёдорович Оксиюк; 17 (29) сентября 1884, Луковиско, Константиновский уезд, Седлецкая губерния, Российская империя — 2 марта 1961, Одесса) — епископ Польской и Русской православных церквей, митрополит Варшавский и всея Польши (8 июля 1951-9 декабря 1959). Богослов.
Вошёл в историю Церкви как видный иерарх и церковный учёный.

## Биография

### В Российской Империи
17 сентября 1884 года в селе Луковиско Константиновского уезда Седлецкой губернии Российской империи (ныне Бяльский повят, Люблинское воеводство, Польша) в зажиточной крестьянской семье. Родным братом был Оксиюк, Иосиф Фёдорович.
С 1897 по 1901 год обучался в Варшавском духовном училище. Затем поступил в Холмскую духовную семинарию, где одним из его учителей был будущий митрополит Варшавский и всей Польши Дионисий (Валединский). Окончил семинарию в 1907 году и был принят Киевскую духовную академию, которую окончил в 1911 году со степенью кандидата богословия. Как один из лучших воспитанников был оставлен при академии профессорским стипендиатом. В 1912 году был избран исполняющим обязанности доцента академии по кафедре древнехристианской литературы (патрологии и византологии).
В 1912—1915 годы в журналах «Холмская Церковная Жизнь» и «Холмская Русь» были опубликованы ряд его статей и заметок из церковной жизни Холмщины XVII—XVIII веков.
В 1914 году получил учёную степень магистра богословия и был утверждён в должности доцента за сочинение «Эсхатология св. Григория Нисского». Современники высоко оценили диссертацию. Так, известный патролог С. Л. Епифанович в своей рецензии писал: «Сочинение М. Ф. Оксиюка представляет собою в нашей духовной литературе крупнейшее исследование в области христианской эсхатолтгии… Работа автора, лежащая в основе его труда, поистине огромна».
В 1917 году был избран и утвреждён экстраординарным профессором Киевской духовной академии и состоял в этой должности до закрытия академии в 1922 году. Также состоял доцентом по истории Византии в 1918—1920 годах в Киевском университете святого Владимира.

### В советской Украине
В 1920—1922 годах — в Киевском институте народного образования.
По закрытии духовной академии и исключении истории Византии из планов преподавания в института народного образования в 1923—1933 годах был преподавателем киевских средних учебных заведений по истории и языкам, а также с 1926 года работал в библиотеке Украинской Академии Наук в Киеве в должности научного работника с функциями заведующего книгохранилищем.
В 1933 году был уволен, «как бывший профессор КДА, который может вредить советизации Всенародной библиотеки Украины».
С 1934 по 1937 год — секретарь льноуправления киевского Облземотдела.
В 1938—1941 годах — секретарь, завкадрами и начальник административного отдела Укрремтреста Наркомата земледелия УССР.

### В период нацистской оккупации
Во время оккупации Украины немцами остался в Киеве и с 1941 года по 8 марта 1942 года вновь работал научным работником в библиотеке Академии наук. Затем оставил работу по собственному желанию. Его жена, Наталья Михайловна, дочь протоиерея Михаила Елдинского, во время оккупации осталась с мужем и 30 мая 1942 года была задавлена немцами на автомобиле.
Исполняя волю покойной супруги, которую она высказывала в последнее время своей жизни, принял священный сан. 5 июля 1942 года он был рукоположён в сан диакона, а 6 июля — в сан священника епископом Пантелеимоном (Рудыком). До 1943 года служил настоятелем Покровского храма на Подоле.
С 1943 — настоятель Димитриевской церкви на Подоле в сане протоиерея.

### Архиерей в СССР
В апреле 1945 года решением Священного Синода Русской Православной Церкви был назначен епископом Львовским.
20 апреля 1945 года был пострижен в монашество и возведён в сан архимандрита.
22 апреля 1945 года в Московском патриаршем Богоявленском соборе хиротонисан во епископа Львовского и Тернопольского. Чин хиротонии совершили патриарх Московский и всея Руси Алексий I, митрополит Киевский и Галицкий Иоанн (Соколов) и епископ Кишинёвский и Молдавский Иероним (Захаров). Как архипастырь Львовско-Тернопольской кафедры являлся и священноархимандритом Успенской Почаевской Лавры.
Первое архиерейское богослужение на своей кафедре совершил в Вербное Воскресенье 29 апреля 1945 года.
Приезд нового епископа во Львов совпал с арестом грекокатолического митрополита Львовского Иосифа (Слипого) и началом кампании по воссоединению униатов Западной Украины с Православной Церковью. Прилагая усилия по завоеванию доверия среди униатского духовенства, владыка Макарий преуспел в этом, сумев расположить к себе своей доброжелательностью и знанием в совершенстве украинского языка. Однако, ход воссоединения определялся в первую очередь государственной политикой и проходил с применением жёстких административных репрессий, что настраивало народ против этой акции. Епископ Макарий был почётным гостем Собора греко-католического духовенства, проходившего 6 марта 1946 года во Львове. 9 марта, при участии и под непосредственным руководством владыки Макария, было совершено оформление воссоединения с Православной Церковью участвовавших в работе Собора делегатов от греко-католического духовенства.
21 апреля 1946 года возведён в достоинство архиепископа за труды в деле воссоединения греко-католиков с Православной Церковью (указ патриарха Алексия от 6 апреля 1946 года).
С 3 июня 1948 года — также управляющий Мукачевской епархией с титулом архиепископа Львовского, Тернопольского и Мукачевско-Ужгородского.
На этой кафедре продолжил труды по возвращению униатов в лоно Православной Церкви. Увидев на примере Львовского собора, что воссоединение с помощью административно-репрессивных методов настроило широкие слои населения отрицательно, в Закарпатье он повёл деятельную работу среди низового униатского духовенства. Благодаря этому отказ от унии в Мукачевской епархии прошёл значительно менее болезненно, чем в Галиции.
Руководил изданием во Львове ежемесячного журнала «Епархиальный вестник», в котором нередко публиковались его проповеди и статьи.
С 8 по 18 июля 1948 года был участником церковного торжества и совещания в Москве по случаю 500 летия автокефалии Русской Православной Церкви.
В августе 1949 года входил в состав делегации от Русской Православной Церкви на Всесоюзной конференции сторонников мира.
В феврале 1950 года был в составе делегации Московской Патриархии в Чехословакию для архиерейского рукоположения Честмира (Крачмара) и Алексия (Дехтерёва).
17 марта 1950 года освобождён от управления Мукачевской епархией.

### Предстоятель Польской Церкви
Весной 1950 года в Москве стало известно что Польская Православная Церковь готовится обратиться с прошением к патриарху Московскому и всея Руси Алексию для присылки достойного кандидата на Варшавскую предстоятельскую кафедру и к октябрю того года Московский Патриархат выявил и согласовал со светскими властями кандидатуру архиепископа Макария.
19 апреля 1951 года Архиерейский Собор Польской Православной Церкви обратился к патриарху Алексию «с просьбой о предоставлении канонического разрешения лицу, состоящему в духовном сане, достойному занятия митрополичьей кафедры и поста Первого Епископа и Главы Церкви на переход в юрисдикцию Польской Автокефальной Православной Церкви, — лицу, в меру возможности, хорошо знакомому с своеобразным укладом церковно-религиозной жизни в Польше (с традициями, обычаями), к которому православный народ нашего края привык в течение веков».
15 июня 1951 года Патриарх Алексий и Священный Синод Русской Православной Церкви постановили отпустить архиепископа Макария в состав Польской Церкви.
Определением Собора епископов Польской Православной Церкви от 6 июля 1951 года архиепископ Макарий был принят в юрисдикцию Польской Церкви, а определением от 7 июля того же года избран её предстоятелем. На следующий день состоялась торжественная интронизация его в Варшавском кафедральном соборе как митрополита Варшавского и всея Польши, при большом стечении народа и в присутствии делегаций Русской, Румынской и Болгарской поместных Церквей. При этом в письме от 1 октября 1951 года Константинопольский Патриархат отказал ему в признании, продолжая рассматривать в качестве главы Польской православной церкви митрополита Дионисия (Валединского).
Митрополит Макарий провёл большую работу по благоустройству разлаженной церковно-административной жизни Польской Православной Церкви. По его инициативе и постановлением Собора епископов от 5 сентября 1951 года были организованы четыре епархии и упразднена консистория Церкви. Со временем было открыто много новых приходских храмов, особенно во Вроцлавской епархии на западе Польши. Митрополит с 5 декабря 1951 по 22 марта 1953 года являлся временно управляющим Вроцлавской епархией, а также посетил все остальные епархии, служил и проповедовал во многих храмах каждой из них.
Митрополит Макарий был инициатором и развернул миссионерскую деятельность среди украинцев и русинов греко-католического вероисповедания, переселённых на север и запад Польши в рамках акции «Висла». Его главным сотрудником в этой области был священник Иоанн Левяж. Когда переселенцы получили возможность вернуться в места происхождения, митрополит решил начать создавать православные приходы, также в Бещадах и на Лемковщине, а также там, где в межвоенное вообще не было православных храмов. Усилия митрополита были поддержаны Департаментом по вопросам Конфессий. Участие православной Церкви в ликвидации униатства в Польше привело к тому, что власти согласились вернуть православным несколько храмов в Люблинском воеводстве, которые ранее открывались лишь изредка. В 1957 году Департамент по делам Религий повелел также передавать православным брошенные после 1947 года церкви и другие объекты, принадлежавшие раньше греко-католикам на Жешовщине. На практике не всегда местные власти без проблем исполняли эту рекомендацию.
Заботами митрополита Макария был благоустроен, внутренне и внешне, Яблочинский Свято-Онуфриевский мужской монастырь, служивший оплотом Православия в Польше и много пострадавший в годы войны, и создан Марфо-Мариинский женский монастырь на горе Грабарке, единственная в то времия женская православная обитель в Польше. Был также отреставрирован Варшавский кафедральный собор и митрополичий дом.
Особой заботой митрополита была окружена Варшавская духовная семинария. Программа преподавания в ней была расширена, а срок обучения продлён. Митрополит Макарий часто посещал семинарию, беседовал с учащими и учащимися, всегда участвовал в праздниках духовной школы. С декабря 1957 года начались также занятия на Православном отделении Христианской богословской академии, стали посылаться также воспитанники в Московскую и Ленинградскую духовные академии.
С 1954 года стал издаваться ежемесячный журнал «Церковный вестник» на русском и польском языках, митрополит состоял редактором журнала и поместил в нём ряд своих статей.
Как предстоятель Польской Православной Церкви, митрополит Макарий возглавлял польские делегации, присутствовавшие на различных торжествах Русской Православной Церкви. Кроме Москвы, Ленинграда, Киева, часто посещал Успенский монастырь в Одессе.

### Увольнение на покой
Митрополит Макарий не устраивал польские власти. С 1956 года митрополит Макарий начал получать письма и звонки с угрозами, в которых требовали от него выезда из Польши. В 1957 году Орган по делам религий следующим образом оценивал его деятельность:

Митрополит Макарий <…> не мог вследствие незнания местных условий выполнять задачи, поставленные перед Церковью, ему не удалось ни завоевать авторитет и доверие у епископов и духовенства, в отношении которых был отмечен его деспотизм и жестокость, ни симпатии верующих, ни реализовать принципы и задачи Управления.
Оригинальный текст (пол.)Metropolita Makary (...) nie potrafił wskutek nieznajomości miejscowych warunków wykonać zadań postawionych przed Kościołem: nie udało mu się ani zdobyć autorytetu i zaufania u biskupów i kleru, w stosunku do których cechował go despotyzm i bezwzględność, ani sympatii wyznawców, ani zrealizować wytycznych i zadań Urzędu

С 1957 года Польские власти стали готовить устранение Митрополита Макария от управления Польской церковью и заменить его клириком, имеющим польское гражданство или работавшим в Польской православной церкви до Второй мировой войны, и находившимся в изгнании.
Наконец, от этого намерения отказались, так как в 1959 году из-за проблем со здоровьем он фактически не смог управлять Церковью. Временным управляющим был назначен архиепископ Тимофей (Шрёттер).
9 декабря 1959 года митрополит Макарий в конечном счёте отказался от должности и ушёл на покой.
В мае 1960 года уехал в Москву, официально на лечение. В течение двух месяцев он находился на лечении в Москве в Больнице имени С. П. Боткина. После этого по благословению Патриарха он отбыл на лечение и отдых в любимый им Одесский Успенский монастырь.

### Смерть и похороны
Во время Рождественских праздников 1961 года наступило резкое ухудшение здоровья митрополита и он стал готовиться к принятию христианской кончины. Смерть наступила 2 марта 1961 года.
4 марта состоялись его отпевание в соборном храме и погребение на монастырском братском кладбище. В погребении участвовали: митрополит Херсонский и Одесский Борис (Вик), архиепископ Белостокский Тимофей (Шрёттер) и архиепископ Ермоген (Голубев), епископ Ярославский Никодим (Ротов), епископ Бельский Василий (Дорошкевич), епископ Белгород-Днестровский Сергий (Петров), епископ Онисифор (Пономарёв), наместник монастыря игумен Леонтий (Гудимов), члены делегации Польской Православной Церкви, городское духовенство и братия монастыря.
Кроме русского и украинского владел польским, немецким, греческим и латинским языками.

## Сочинения
- Теопасхитские споры. // Труды Киевской духовной академии. — Киев, 1913. — Т. 1, кн. 4. — С. 529—559.
  - Теопасхитские споры // Киево-Могилянский сб. в честь прот. Д. И. Богдашевского. — К., 1913. — С. 396—426
- Учение св. ап. Павла об оправдании // ТКДА. 1914. Т. 2. — № 6. — С. 151—180; № 7/8. — С. 311—339
  - Учение св. Апостола Павла об оправдании. — Киев, 1914.
- Эсхатология св. Григория Нисского (Историко-догматическое исследование) (магистерская диссертация), Киев, 1914.
- «Проповеди, произнесенные на пассиях в Великом посту» // Труды Киевской духовной академии, 1911—1922 гг.
- Сводный каталог иностранной периодики в библиотеках г. Киева (в рукописи одобренный к печатанию). — Киев, 1933.
- Всечеснiшим отцям деканам, настоятелям св. монастырiв i всiм душпастирям парафiй Львiвсько-Тернопiльськоï Архiєпископiï // Єпархiальний Вiсник. Львiв, 1946. — № 6. — С. 3-4
- Всечеснiшим душпастирям, благочестивим iнокам i всiм вiрним Святоï Православноï Церкви на Львiвщинi i Тернопiльщинi: [Рiздвяне послання] // Єпархiальний Вiсник. Львiв, 1947. — № 1. — С. 3-5
- Слово на 1-й день Рiздва Христова // Єпархiальний Вiсник. Львiв, 1947. — № 2. — С. 50-51
- Всечеснiшим душпастирям, благочестивим iнокам i всiм вiрним наших єпархiй в захiдних областях Украïни // Єпархiальний Вiсник. Львiв, 1947. — № 3. — С. 67-69
- Всечеснiшим душпастирям, благочестивим iнокам i всiм вiрним Св. Правосл. Церкви на Львiвщини i Тернопольщинi: [Великоднє послання] // Єпархiальний Вiсник. Львiв, 1947. — № 4. — С. 99-101
- Слово в день роковин Львiвського Церковного Собору перед молебном у кафедральному храми св. Юра (9 березня 1947 рока) // Єпархiальний Вiсник. Львiв, 1947. — № 4. — С. 106—108
- Православна Церква в захiдних областях Украïни // Єпархiальний Вiсник. Львiв, 1947. — № 6. — С. 3-4
- Високопреподобнiшим настоятелям монастирiв i всечеснiшим отцям деканам // Єпархiальний Вiсник. Львiв, 1947. — № 5/6. — С. 133—134
- Слово пiсля освячення церкви в iм’я св. Архистратiга Михаïла в м. Львовi (8 червня 1947 р.) // Єпархiальний Вiсник. Львiв, 1947. — № 7. — С. 217—219
- Слово, виглошене в день Успiння Божоï Матерi за Божественною Литургiєю в Мукачiвському монастирi на Чернечiй горi 15/28 серпня 1947 року // Єпархiальний Вiсник. Львiв, 1947. — № 9. — С. 272—274
- Слово перед молебном у Львiвському кафедральному соборi 7 листопада 1947 року // Єпархiальний Вiсник. Львiв, 1947. — № 11. — С. 337—338
- Слово в день вмц. Варвари за Божественною Литургiєю в Чернiвецькому кафедральному соборi 4-17 грудня 1947 року // Єпархiальний Вiсник. Львiв, 1947. — № 12. — С. 360—362
- Рiздвяне послання // Єпархiальний Вiсник. Львiв. 1948. — № 1. — С. 5-7
- Слово на другий день Рiздва Христова в св. Георгiєвськiй Церкви м. Львовi // Єпархiальний Вiсник. Львiв. 1948. — № 1. — С. 19-21
- Слово перед молебном у день 30-рiчницi Украïнськоï Радянськоï Держави 25 сiчня 1948 року // Єпархiальний Вiсник. Львiв. 1948. — № 1. — С. 21-23;
- Протопресвитер о. Гавриил Костельник: (Некролог) // Журнал Московской Патриархии. 1948. — № 10. — С. 11-14
- Соболезнование по поводу смерти прот. Г. Костельника // Журнал Московской Патриархии. 1948. — № 10. — С. 17;
- Кончина и погребение протопресвитера о. Гавриила Костельника // Журнал Московской Патриархии. 1948. — № 10. — С. 18-24.
- Послание к Закарпатскому народу. — Львов, 1948.
- Эсхатология св. Григория Нисского. — М.: Паломник, 1999.